# Melampus trilineatus
Melampus trilineatus is een slakkensoort uit de familie van de Ellobiidae. De wetenschappelijke naam van de soort is voor het eerst geldig gepubliceerd in 1852 door Adams.